# Vía Parque Norte de Valencia
La Vía Parque Norte de Valencia será en un futuro un bulevar con características de autovía que unirá la CV-31 (Distribuidor Norte) con la V-21 (Autovía de Acceso Norte de Valencia).

## Trazado
Tendrá 13 km. Irá desde el final de la CV-31 hasta la V-21. Circunvalará los siguientes pueblos/ciudades: Godella, Rocafort, Moncada, Alfara del Patriarca, Vinalesa, Foios, Albalat dels Sorells y llegará a la V-21. Tendrá un ramal que irá desde Godella hasta la CV-30 (Ronda Norte de Valencia). También se hará conjuntamente un ramal paralelo a la A-7 en su tramo del By-pass de Valencia que conectará la CV-310 con la CV-35.
- Datos: Q6165279